# Odo von Thoire und Villars
Odo von Thoire und Villars (* 1354; † 1414) war der Sohn von Agnès de Montaigu und Jean de Villars, einem Bruder von Humbert VI. von Thoire und Villars. Er war „Damoiseau“ der Grafen von Savoyen, Ritter des Ordre du Camail (oder Ordre du Porc-Épic), Herr von Montellier, Montribloud, Saint-Sorlin und Thor, Graf von Genf, Generalkapitän des Papstes Clemens VII., Rektor des Comtat Venaissin und Gouverneur von Nizza.

Wappen Odo von Thoire und Villars’

Odo war einer der wichtigsten Verbündeten des avignonesischen Gegenpapstes Clemens VII. (1378–1384), alleine schon, weil er ein Blutsverwandter seines Schwagers Humbert VII. von Thoire und Villars war. Klemens beauftragte ihn mit dem Kampf gegen Raymond de Turenne. 1388 heiratete er Alix des Baux, Enkelin von Guillaume III. Roger de Beaufort, Vicomte de Turenne, und damit Großnichte von Klemens Vorgänger Gregor XI. Odo und Alix reklamierten im Jahr darauf erfolglos bei ihrem Großvater die Herausgabe der Festung Les Baux. 1390 ernannte Clemens VII. Odo zum Rektor des Comtat Venaissin, eine Aufgabe, die er wenige Jahre später wieder aufgab, nachdem er sich so sehr in eine militärische Auseinandersetzung mit Raymond de Turenne, dem Onkel seiner Ehefrau verstrickt hatte, dass er ihm angeraten schien, den Herrn zu wechseln.
Odo von Thoire und Villars trat in die Dienste des Grafen Amadeus VIII. von Savoyen, der ihm 1369 die Aufgabe des Gouverneurs von Nizza anvertraute. Auch hier musste er nach drei Jahren aufgeben, nachdem er sich mit den Grimaldi zerstritten hatte. Zum Glück für ihn erbte er im Jahr 1400 die Grafschaft Genf von seinem Neffen Humbert VII., die er schon ein Jahr später für 45.000 Goldflorin an Amadeus VIII. weiterreichte und dafür wieder in Gnaden aufgenommen wurde. Odo nutzte die Möglichkeit, den Streit mit Raymond de Turenne weiterzuführen, seine Frau hingegen erreichte 1408 bei Papst Benedikt XIII., dem Nachfolger Klemens‘ VII., die Annullierung der Ehe. Odo von Thoire und Villars starb im Jahr 1414.

## Bibliographie
- Ch. Cottier: Notes historiques concernant les Recteurs du ci-devant Comté Venaissin, Carpentras, 1808.
- J. F. André: Histoire du gouvernement des Recteurs dans le Comtat, Carpentras, 1847.
- L. Barthélemy: Inventaire chronologique et analytique des chartes de la maison des Baux, Marseille, 1882.
- Cais de Pierlas: La ville de Nice durant le premier siècle de la domination des princes de Savoie, Turin, 1898.
- N. Valois: La France et le Grand Schisme d’Occident, Paris, 1896–1901.
- C. Faure: Études sur l’administration et l’histoire du Comtat Venaissin du XIIIe au XIVe siècle (1229 – 1417), Paris-Avignon, 1909.
- F. Menkès: Aspects de la guerre de Provence à la fin du XIVe siècle, Mélanges offerts à E. Perroy, Paris, 1973.
- H. Dubled: Entrées et fêtes à Carpentras à l’époque pontificale, Rencontres, 113, Carpentras, 1976.
- B. Galland: Le rôle du comte de Savoie dans la ligue de Grégoire XI contre les Visconti (1372-1375), Mélanges de l’École Française de Rome, Vol. 105, n° 105-2, 1993.
- R. Veydarier: Raymond de Turenne, la deuxième maison d’Anjou et de Provence : étude d’une rébellion nobiliaire à la fin du Moyen-Âge, thèse de l’Université de Montréal (Québec), 1994.